# Катастрофа Swearingen SA227-AC в аеропорту Ред-Лейк
Рейс JV-311 авіакомпанії Bearskin Airlines — був внутрішнім регулярним пасажирським рейсом із Су-Лукауту в Ред Лейк, Канада. 10 листопада 2013 року Swearingen SA227-AC Metro III розбився при посадці в аеропорту міста Ред Лейк, загинули 5 із 7 осіб на борту.

## Катастрофа
Літак розбився при заході на посадку на злітно-посадкову смугу 26 аеропорту Ред Лейк. Обидва пілоти та три з п'яти пасажирів загинули. Одразу після зіткнення із землею спалахнула пожежа.
Політ здійснювався за допомогою системи RNAV для підходу до злітно-посадкової смуги 26. У 18:27 екіпаж повідомив про верхній маяк ULOTU на 3 DME. Незабаром після цього літак оголосив надзвичайний стан, а потім Лихо (англ. Mayday). Літак впав на лінії електропередач і розбився в лісистій місцевості недалеко від ПРС, на південь від злітно-посадкової смуги.

## Погода
Місцева погода в аеропорту Ред Лейк приблизно під час аварії (18:44 LT / 00:44 UTC) була відзначена так: вітер 320° зі швидкістю 10 вузлів; видимість: 8 миль; невеликий сніг; трохи хмар на висоті 2000 футів над рівнем землі.